# Rohle
Obec Rohle (německy Rohle) se nachází v okrese Šumperk v Olomouckém kraji. Nachází se v údolí potoka Rohelnice mezi vrcholy Bradlo a Bílý kámen. Žije zde 609 obyvatel.

## Název
Původní podoba Rohli (doklady ze 14. a 15. století mají Rohly) je odvozena od osobního jména Rohel, což je obecné rohel (rohatý, od toho zdrobnělina "rohlík"). Jméno vsi původně označovalo Rohlovu rodinu. Nářeční hláskovou změnou vzniklo Rohle, které začalo být chápáno jako jednotné číslo, což je i dnešní převažující zvyk (užívání množného čísla však doloženo ještě ve 20. století).

## Historie
První písemná zmínka o obci pochází z roku 1344. Část obce původně patřila k Zábřehu, část k hradu Brníčko, spojen byl v 1. polovině 15. století rodem Tunklů. Tím se dostala obec do zábřežského panství, kam patřila až do roku 1848. Roku 1976 byly k obci připojeny Janoslavice a Nedvězí.

## Obecní symboly
Blason znaku
V červeném štítě se zeleným hrotem zlaté jelení paroží, v něm vztyčený stříbrný meč se zlatým jílcem.
Blason vlajky
Kosmo a šikmo červeno-zeleně čtvrcený list. Uprostřed ve  žlutém jelením paroží bílý meč se žlutým jílcem hrotem nahoru. Poměr šířky k délce listu je 2:3.

## Pamětihodnosti
V katastru obce jsou evidovány tyto kulturní památky:
- Kostel svatého Martina – empírový kostel z let 1802–1803; součástí areálu jsou další objekty:
- sousoší Kalvárie – kamenická práce z roku 1808
- socha sv. Floriána – kamenická práce z 1. třetiny 19. století
- Sloup se sousoším Nejsvětější Trojice (uprostřed obce) – kamenická práce z roku 1835
- Venkovská usedlost čp. 6 – lidová architektura z 1. poloviny 19. století s monumentálním náspím; součástí areálu je dále:
- socha svatého Jana Nepomuckého (v zahradě) – kamenická práce z roku 1833, dílo maletínského kameníka F. Wankeho podle návrhu C. Kutzera
- Hospoda „Pod kostelem“, dům čp. 65 – památkou od roku 1998[6]

## Galerie

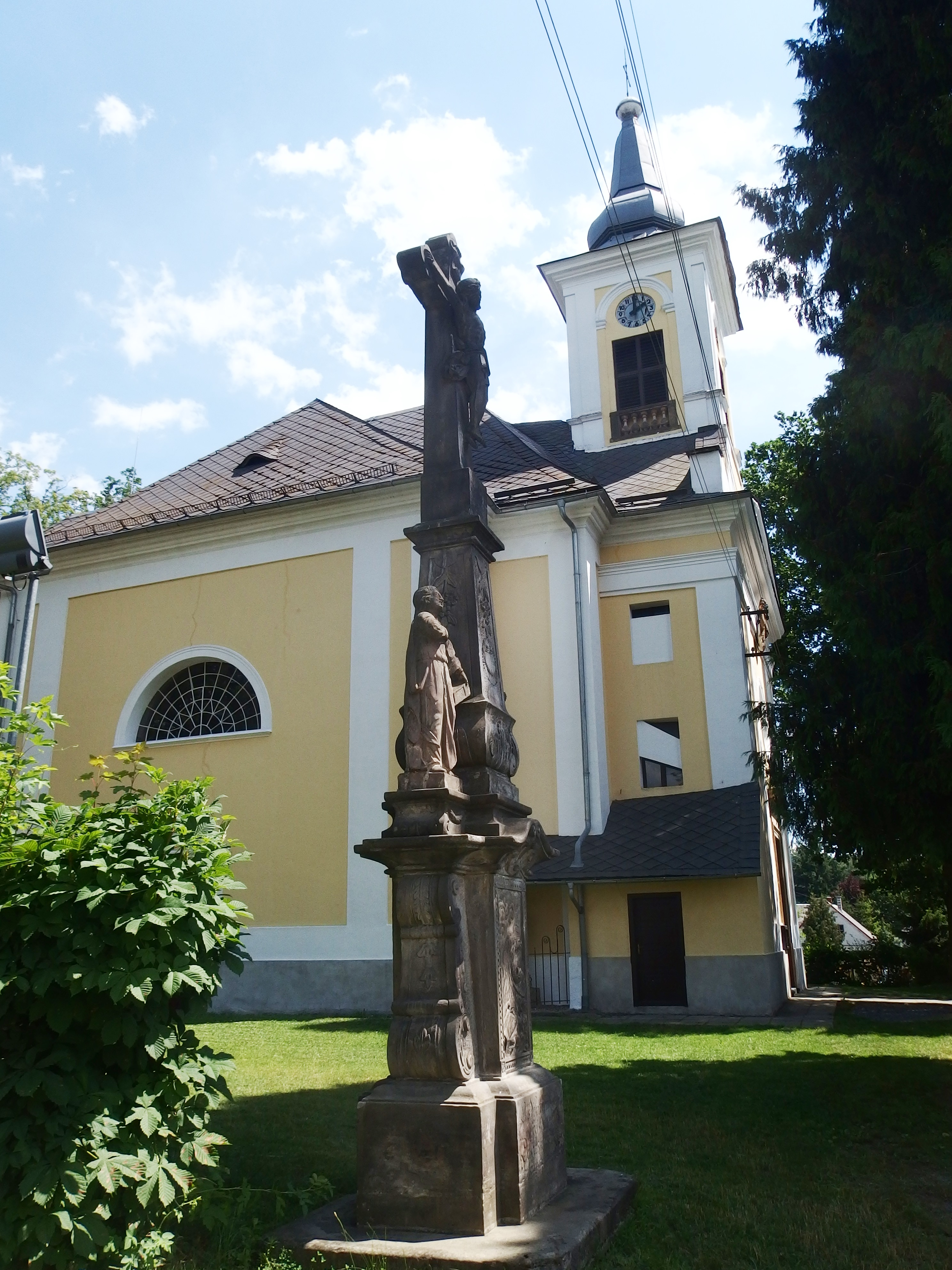
Kostel sv. Martina se sousoším Kalvárie
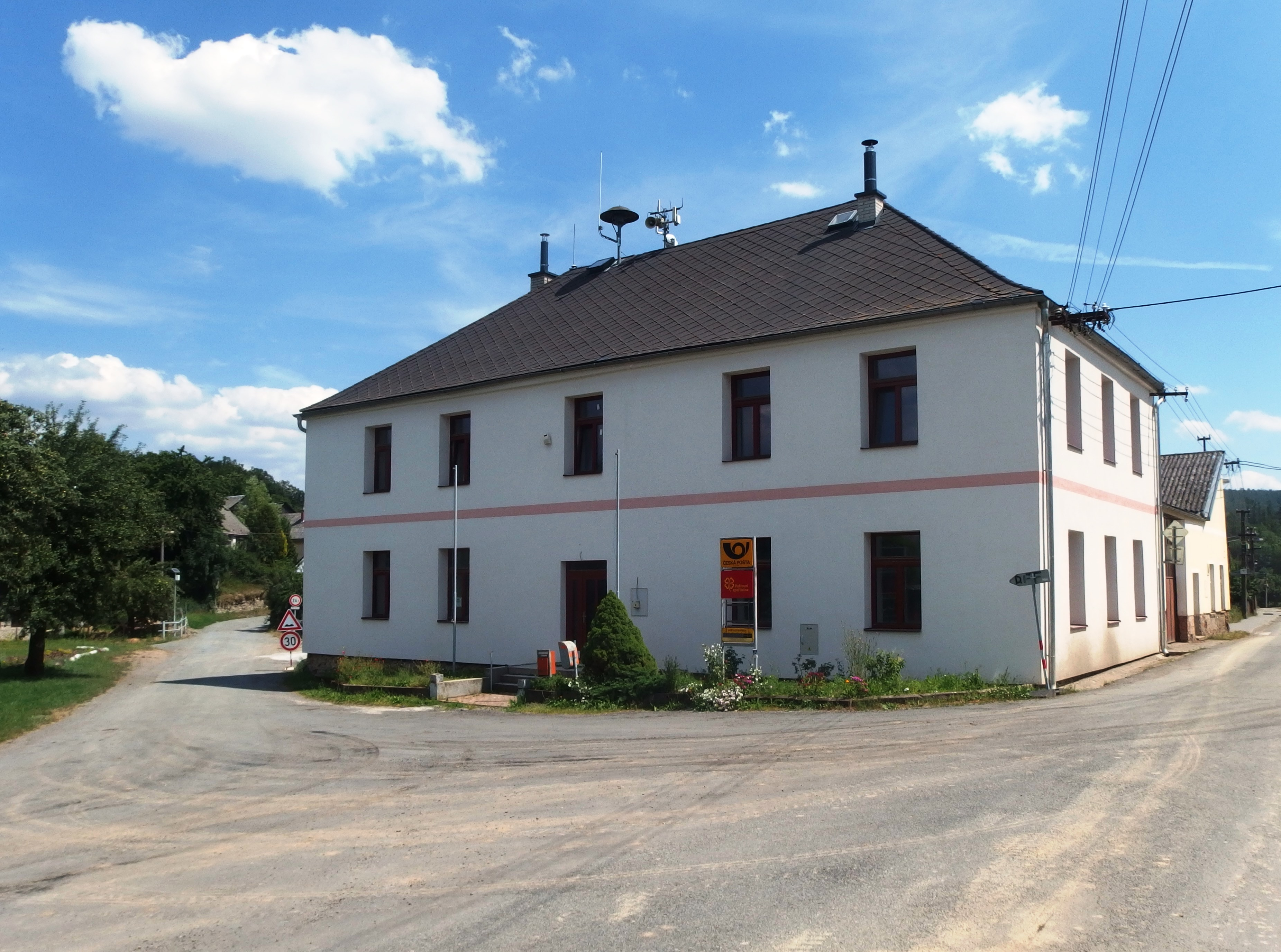
Obecní úřad a pošta
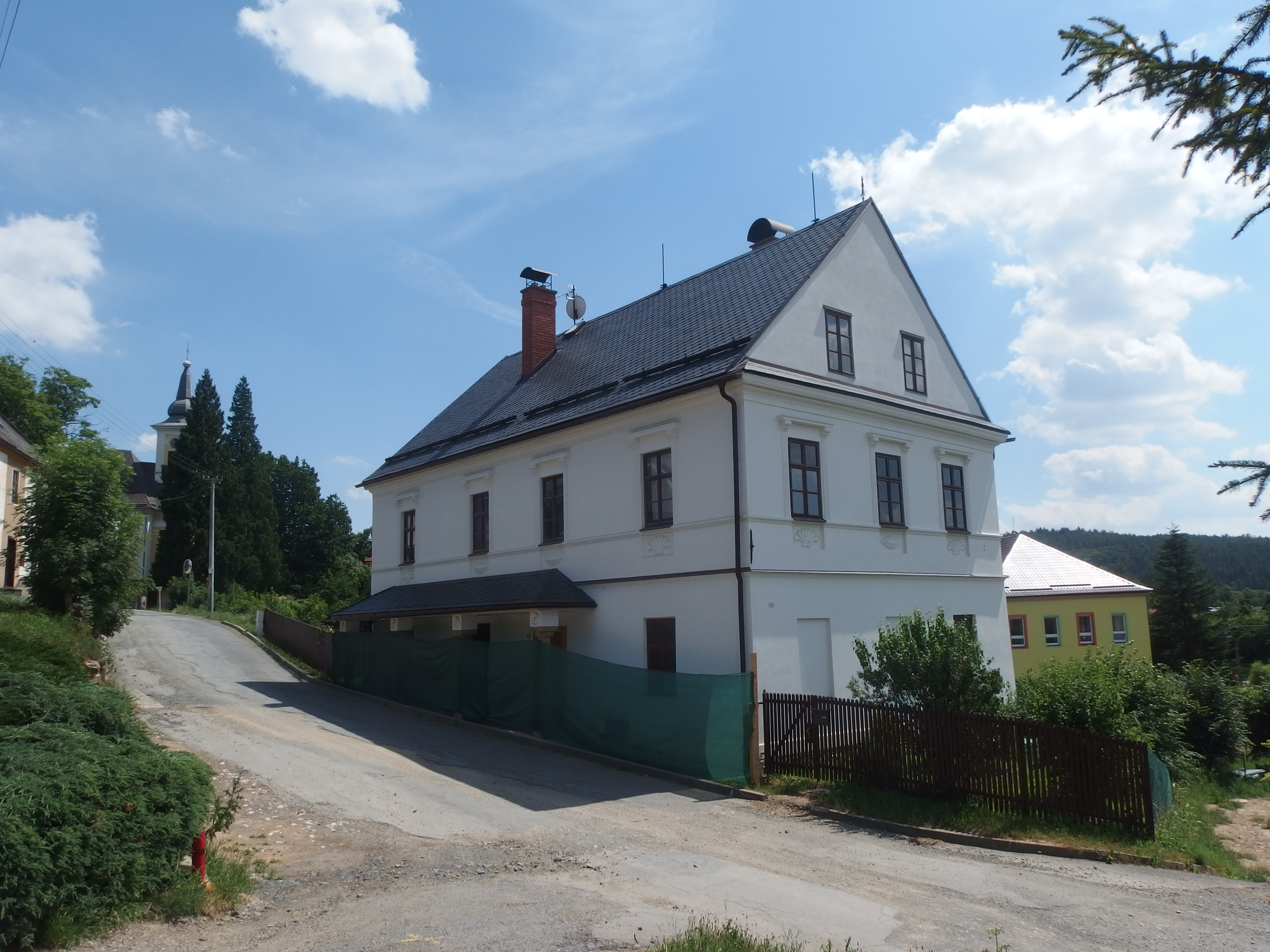
Bývalý hostinec, č. p. 65
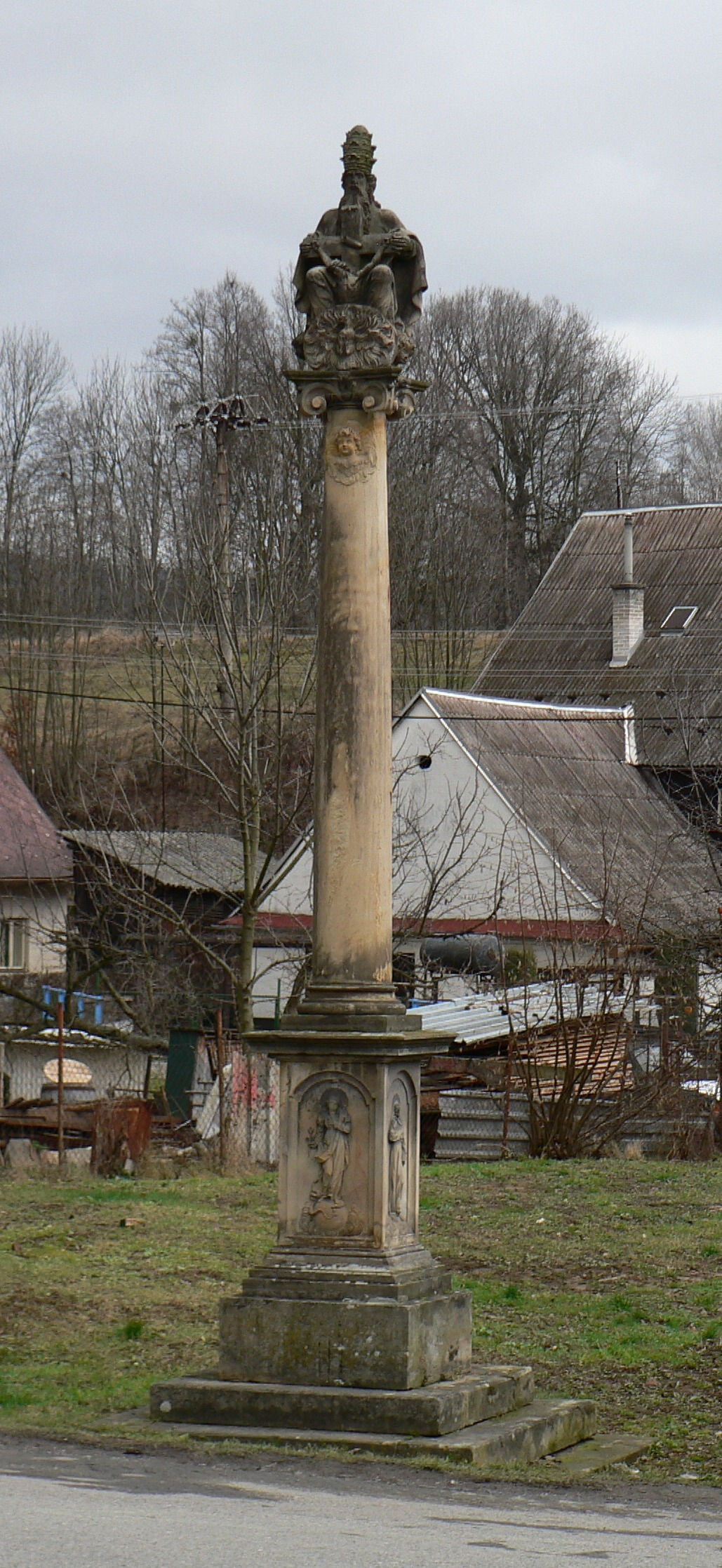
Sloup nejsvětější Trojice
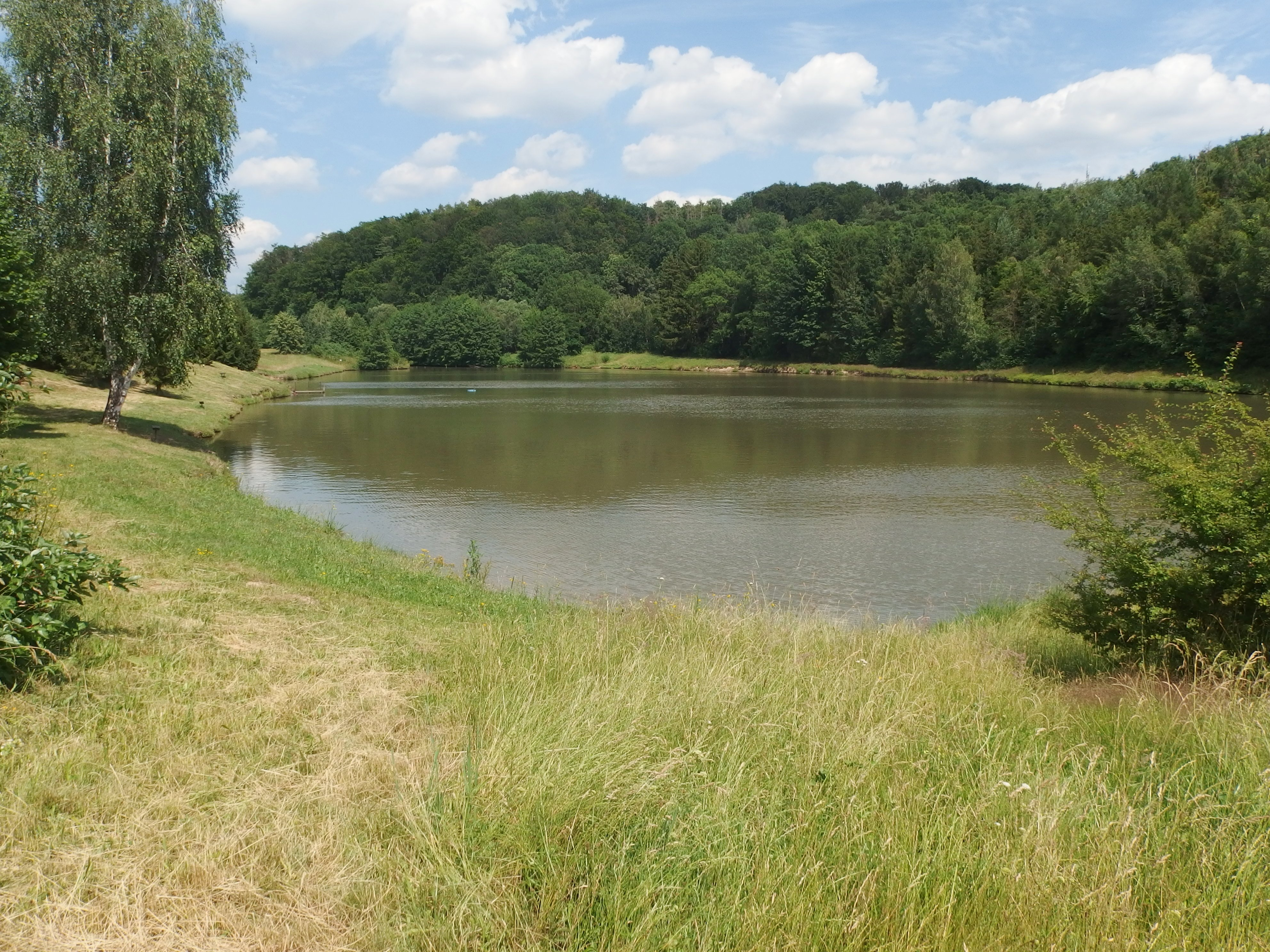
Údolní nádrž Kamenná na potoce Rohlenici

## Části obce
- Rohle
- Janoslavice
- Nedvězí